# Menachem Mendel Lefin
Menachem Mendel Lefin (auch Mendel Levin, Mendel Lewin oder Mendel Satanower, Satanower oder Menachem Mendel Mikolajewer etc.; geb. 1749 in Satanow, Podolien, heute Oblast Chmelnyzkyj; gest. 1826 in Tarnopol) war ein hebräischer Schriftsteller und bedeutender Repräsentant der ersten Periode der galizisch-russischen Haskala. Er wurde Vater der galizischen Haskala genannt.

## Einordnung
Die von Lefin herausgebrachten Bücher (häufig Übersetzungen anderer Autoren) waren sehr populär und teilweise schulbildend, so hatte sein ethisches Werk Cheschbon ha-nefesch („Rechenschaft der Seele“, basierend auf Benjamin Franklins Poor Richard’s Almanack) zur Folge, dass in der jüdischen Jugend Vereine gegründet wurden, die nach den Regeln dieses Werkes ihr Leben einrichten wollten.
Die von ihm verfassten Werke waren zu seiner Zeit sehr verbreitet, inhaltlich eher unbedeutend und unselbständig, aber wichtig für die Fortbildung eines geschmeidigeren, volksnäheren hebräischen Prosastils.

## Leben
In seiner Jugend absolvierte er die herkömmlichen biblischen und talmudischen Studien und zeigte sich von großer Gelehrsamkeit. Durch die Bekanntschaft mit Delmedigos Sefer Elim wurde er zu eigenen mathematisch-wissenschaftlichen Untersuchungen angeregt.
Ein längerer Aufenthalt in Berlin Anfang der 1780er-Jahre brachte ihn in Kontakt mit dem Kreis um Moses Mendelssohn und Hartwig Wessely.
Nach seiner Rückkehr aus Berlin ließ er sich 1783 in Mikolajow nieder, wo er zum Fürstenerzieher wurde und die Denkschrift Essai d’un plan de reforme ayant pour object d’éclarer la nation juive en Pologne et la redresser par ses mœurs verfasste.
Etwa 1800 kam Mendel Lefin nach Brody, dem seinerzeitigen Zentrum der galizischen Aufklärung, und wurde zum Führer der dortigen Maskilim, zu denen u. a. Krochmal, Rapoport und Josef Perl gehörten.
Später begab er sich nach Petersburg und an verschiedene Orte in Podolien und Galizien, wo er z. T. wieder als Hauslehrer und Erzieher tätig war. Seine letzten Lebensjahre verbrachte er in seiner Heimat in Satanow.
Lefins Bestreben war es, das allgemeine Bildungsniveau seiner Landsleute zu heben sowie die jüdische Aufklärung zu popularisieren. Zur Verbesserung der Bibelkenntnisse sollte die Übersetzung ausgewählter Texte in die jiddische Umgangssprache beitragen, jedoch waren die dagegen gerichteten Proteste bereits vonseiten der Maskilim so heftig, dass schon die Drucklegung des ersten entsprechenden Textes (Mischle) unterblieb.
Eine Wiedergabe des Führers der Unschlüssigen in einem einfachen Volksdialekt blieb fragmentarisch.

## Werke (Auswahl)
- Iggerot ha-chochma, 1789 (über Naturwissenschaften)
- Moda la-binah, 1789
- Essai d’un plan de reforme ayant pour object d’éclarer la nation juive en Pologne et la redresser par ses mœurs, 1789 (Pläne zur Verbesserung der Lage und zur inneren Reform der polnischen Judenheit: Forderung nach Gründung von Normalschulen mit polnischer Unterrichtssprache, Etablierung einer jüdischen Gemeindeorganisation etc.)
- Refuot ha-am, Erstauflage Berlin 1789 (sehr populäres medizinisches Buch zur Volksheilkunde, es diente den jüdischen Hospitälern auch als Leitfaden für die Krankenpflege)
- Cheschbon ha-nefesch, 1812 (Anleitung zu rechter Lebensführung)
- Mischle, Tarnopol 1813 (jiddische Auswahlübersetzung biblischer Texte)
- Der erschter Chussid, ca. 1813 (über das Wesen des Chassidismus)
- Massaoth hajam, Lemberg 1818 (Reiseschilderungen in die Gegend des Nord- und Südpols)
- More Newuchim, postum 1829 (modernhebräische Paraphrase der Tibbonidischen Übersetzung des Führers der Unschlüssigen, unvollständig)
- Jiddische Übersetzungen des Koheleth, der Psalmen und des Hohenliedes erschienen 1873 aus dem Nachlass in Odessa